# Kitakami (incrociatore)
Il Kitakami (北上?) è stato un incrociatore leggero della Marina imperiale giapponese.